# Astronesthes lucifer
Astronesthes lucifer és una espècie de peix de la família dels estòmids i de l'ordre dels estomiformes.

## Morfologia
- Els mascles poden assolir 12 cm de longitud total.[3][4]

## Depredadors
És depredat per Pseudopentaceros wheeleri.

## Hàbitat
És un peix marí i d'aigües profundes que viu entre 25-704 m de fondària.

## Distribució geogràfica
Es troba al Japó, les Hawaii, el Mar de Timor, Taiwan, Austràlia i el Iemen.